# آرنو اونوره
آرنو اونوره (انگلیسی: Arnaud Honoré؛ زادهٔ ۲۲ مارس ۱۹۹۳) بازیکن فوتبال است.
وی همچنین در تیم ملی فوتبال زیر ۱۸ سال فرانسه بازی کرده‌است.